# Église de l'Ascension de Grebenac
Pour les articles homonymes, voir Église de l'Ascension.
L'église de l'Ascension de Grebenac (en serbe cyrillique : Румунска православна црква Вазнесења Господњег у Гребенцу ; en serbe latin : Rumunska pravoslavna crkva Vaznesenja Gospodnjeg u Grebencu) est une église orthodoxe roumaine située à Grebenac, dans la province autonome de Voïvodine, sur le territoire de la municipalité de Bela Crkva et dans le district du Banat méridional en Serbie. Elle est inscrite sur la liste des monuments culturels de grande importance de la république de Serbie (identifiant no SK 1446).

## Présentation
L'église orthodoxe roumaine de Grebenac a sans doute été construite dans la première moitié du XVIIIe siècle.
Elle se présente comme un édifice rectangulaire avec un chœur peu profond, une voûte en bois en berceau recouverte de plâtre et un porche occidental peu profond dominé par un clocher de style baroque.
L'iconostase et les trônes ont été sculptés dans un style mêlant classicisme et baroque. L'auteur des icônes de l'iconostase est inconnu.